# Bhajani
Bhajani (nep. भजनी) – gaun wikas samiti w zachodniej części Nepalu w strefie Seti w dystrykcie Kailali. Według nepalskiego spisu powszechnego z 2001 roku liczył on 1635 gospodarstw domowych i 11318 mieszkańców (5527 kobiet i 5791 mężczyzn).